# Fairytale (musikgrupp)
Fairytale var en svensk popgrupp som kom 2:a i Melodi Grand Prix Junior 2002 och i MGP Nordic (Danmark), med melodi "Tills natt blir dag".
Gruppen bestod av Mathilda Lundkvist (numera med artistnamnet Matilda Thompson) som släppte egna självbetitlade albumet "Matilda Thompson", Sofie Andrén (som senare var med i filmen "Säg att du älskar mig") och Elisabet Karlsson. En av medlemmarna som var inte med i MGP Nordic 2002, Emelie Rosen blev medlem av popgruppen Sheelah.